# Enrico Morselli

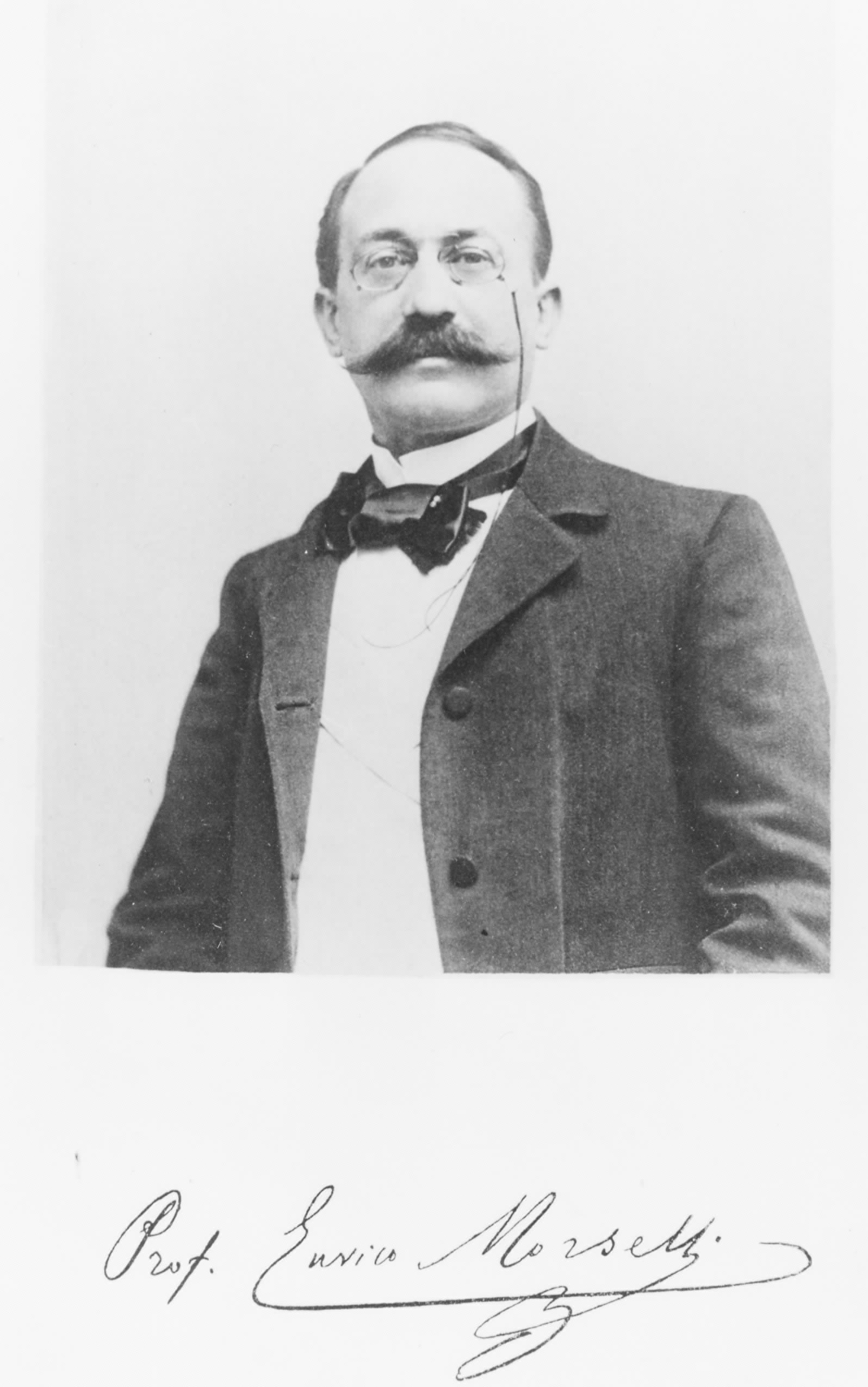
Enrico Morselli

Enrico Morselli (ur. 17 lipca 1852 w Modenie, zm. 18 lutego 1929 w Genui) – włoski lekarz psychiatra. Tytuł doktora medycyny otrzymał w Modenie w 1881. Przewodniczący Włoskiego Towarzystwa Neurologii i Psychiatrii. W 1926 roku opublikował dwutomową pracę La Psicanalisi, w której poddał gruntownej krytyce wszystkie teorie Freuda. 